# 搠阿
搠阿，蒙古帝国人物，察哈札剌亦兒氏，忙哥撒儿的祖父。
搠阿早年随父亲赤老溫愷赤作为也速该的門下奴隶。也速该死后，铁木真年幼，所部多叛亡，搠阿没有离开。拙赤合撒儿暗中让他离开，他也是辞謝不從。
搠阿精于騎射，被铁木真欣赏，號為默爾傑，就是精于射箭的人。铁木真与贼寇相遇，將要作戰，有两只野鸭飞到，铁木真让搠阿射它们。搠阿问：「射雄的还是雌的？」铁木真说：「雄的。」搠阿一箭射下雄鸭。賊寇望見，驚道：「他如此精于射箭，飛鳥尚且不能逃，何况于人！」不戰而逃走。
后来跟随攻打乃蠻，乃蠻人率精兵击鼓前进，搠阿按兵不動，乃蠻人也停止。不久乃蠻人再击鼓前进，搠阿还是不動，乃蠻人于是犹豫不敢向前。成吉思汗攻打蔑儿乞，兵潰，搠阿與其弟左右力戰保护大汗。者勒蔑前来支援，蔑儿乞退军。
搠阿之子那海事奉成吉思汗，歷尽艱險，从来没有自夸，大汗感念他的忠心，以其世勳，封他懷州、洛陽一百七十五戶。

## 家系
- 祖父：帖列格秃·伯颜
  - 伯父：孔溫窟哇（古温·兀阿）
    - 堂兄：木华黎
    - 堂兄：不合
      - 堂侄：忙哥
        - 堂侄孙：塔塔儿台

    - 堂兄：带孙
      - 堂侄：秃满带
        - 堂侄孙：忽图鲁

  - 父：赤老温愷赤
    - 兄：秃格
      - 侄：不吉歹

    - 兄：合失
    - 搠阿
      - 子：那海
        - 孙：忙哥撒儿，大断事官
          - 曾孙：脱欢，万户，無子
          - 曾孙：脱儿赤
            - 玄孙：明礼帖木儿，翰林学士承旨，征乃颜有功
              - 咬住
                - 也先，延徽寺卿

          - 曾孙：也先帖木儿
            - 玄孙：哈剌合孫

          - 曾孙：帖木儿不花
            - 玄孙：塔朮納
            - 玄孙：哈里哈孫
            - 玄孙：伯答沙，中書右丞相

          - 曾孙：Hinduqur

  - 叔父：者卜客